# برناردو دي بريتو
برناردو دي بريتو (بالبرتغالية: Bernardo de Brito‏) هو مؤرخ برتغالي، ولد في 20 أغسطس 1569 في المائدة (البرتغال) في البرتغال، وتوفي بنفس المكان في 27 فبراير 1617.